# Lamachodes
Lamachodes is een geslacht van Phasmatodea uit de familie Diapheromeridae. De wetenschappelijke naam van dit geslacht is voor het eerst geldig gepubliceerd in 1908 door Redtenbacher.

## Soorten
Het geslacht Lamachodes is monotypisch en omvat slechts de volgende soort:
- Lamachodes laevis Redtenbacher, 1908